# 루나티
루나티(Luanti, 이전에는 구어체로 마인테스트, Minetest로 호칭됨)는 자유-오픈 소스 복셀 게임 제작 시스템이다. 주로 C++로 작성되었으며 수정된 Irrlicht 엔진 버전을 사용한다. 루나티는 루아라는 프로그래밍 언어를 사용하여 사용자가 자신만의 게임과 모드를 작성할 수 있도록 한다. 크로스 플랫폼이며 마이크로소프트 윈도우, macOS, 리눅스, 일부 BSD 파생 운영체제, 일부 GNU 변종 및 안드로이드에서 사용할 수 있다.
게임 내 브라우저를 통해 사용자는 ContentDB 웹사이트에서 게임 및 수정 사항을 다운로드할 수 있다. 다운로드 수가 가장 많은 인기 게임 5개는 VoxeLibre, Minetest Game, Mineclonia, Backrooms Test, NodeCore이다.
10년 이상의 활발한 개발을 통해 루나티는 비평가들의 찬사를 받고 인기를 얻었다. ContentDB의 게임, 모드, 텍스처팩은 총 1400만 회 이상의 다운로드를 기록했으며, 루나티의 안드로이드 버전은 구글 플레이 스토어에서 100만 회 이상 다운로드되었다.
2024년 10월에 이름이 Minetest에서 Luanti로 변경되었다. 새 이름은 프로그래밍 언어인 루아의 이름과 "창조"를 의미하는 핀란드어 단어 "luonti"를 이용한 말장난이다.

## 게임플레이

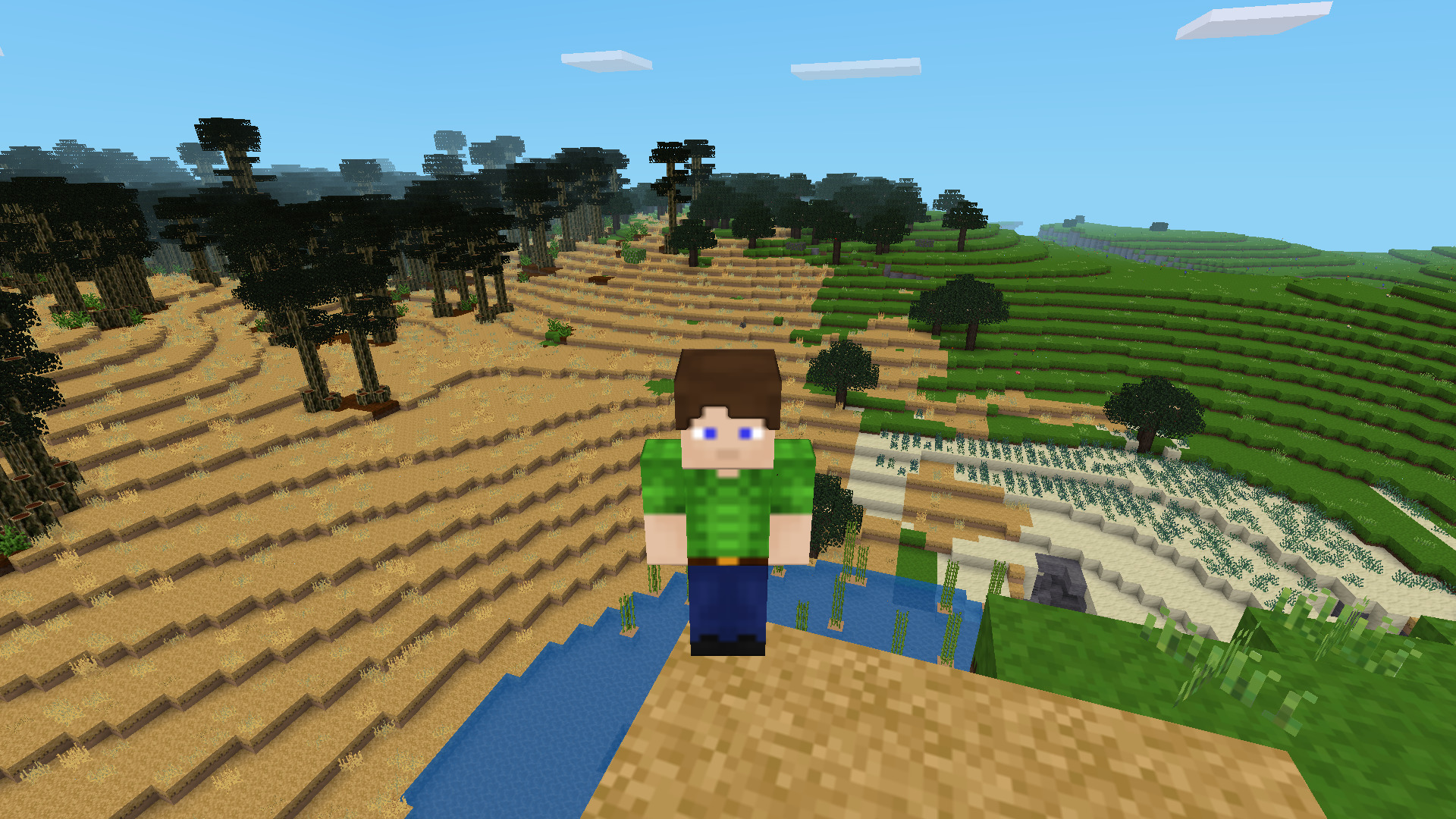
건조한 평야, 푸른 평야, 정글 생물 군계 근처의 플레이어 캐릭터

모든 루나티 게임의 게임 세계는 대부분 3D 그리드에 정렬된 큐브인 복셀(블록)로 구성되어 있지만, 플레이어와 생명체는 자유롭게 움직일 수 있다. 루나티에서 복셀은 노드라고 불린다. 다양한 노드는 흙, 돌, 광석, 나무 줄기, 물, 용암과 같은 다양한 재료를 나타낸다.
VoxeLibre는 동물, 몬스터, 흥미로운 생물 군계가 있는 완전한 게임으로 마인크래프트와 유사하며, Minetest Game은 주로 풍경 노드로 구성된 생명 없는 샌드박스이다.
기술적으로는 없어도 플레이할 수 있지만, Minetest Game은 생명체, 더 많은 생물 군계, 게임플레이 메커니즘, 갑옷, 무기, 도구, 장식 노드 및 기타 게임플레이를 추가하기 위해 수정 사항에 의존한다.
VoxeLibre의 게임플레이는 노드를 집고 놓기, 재료 수집, 인벤토리 창의 제작 그리드에 아이템과 노드를 배치하여 제작하기, 용광로에서 광석 제련하기, 작물 재배, 축산, 음식 섭취, 몬스터 물리치기를 통해 생존하는 것을 중심으로 한다. 일부 노드는 플레이어가 제작해야 하는 특정 도구로만 집을 수 있다.

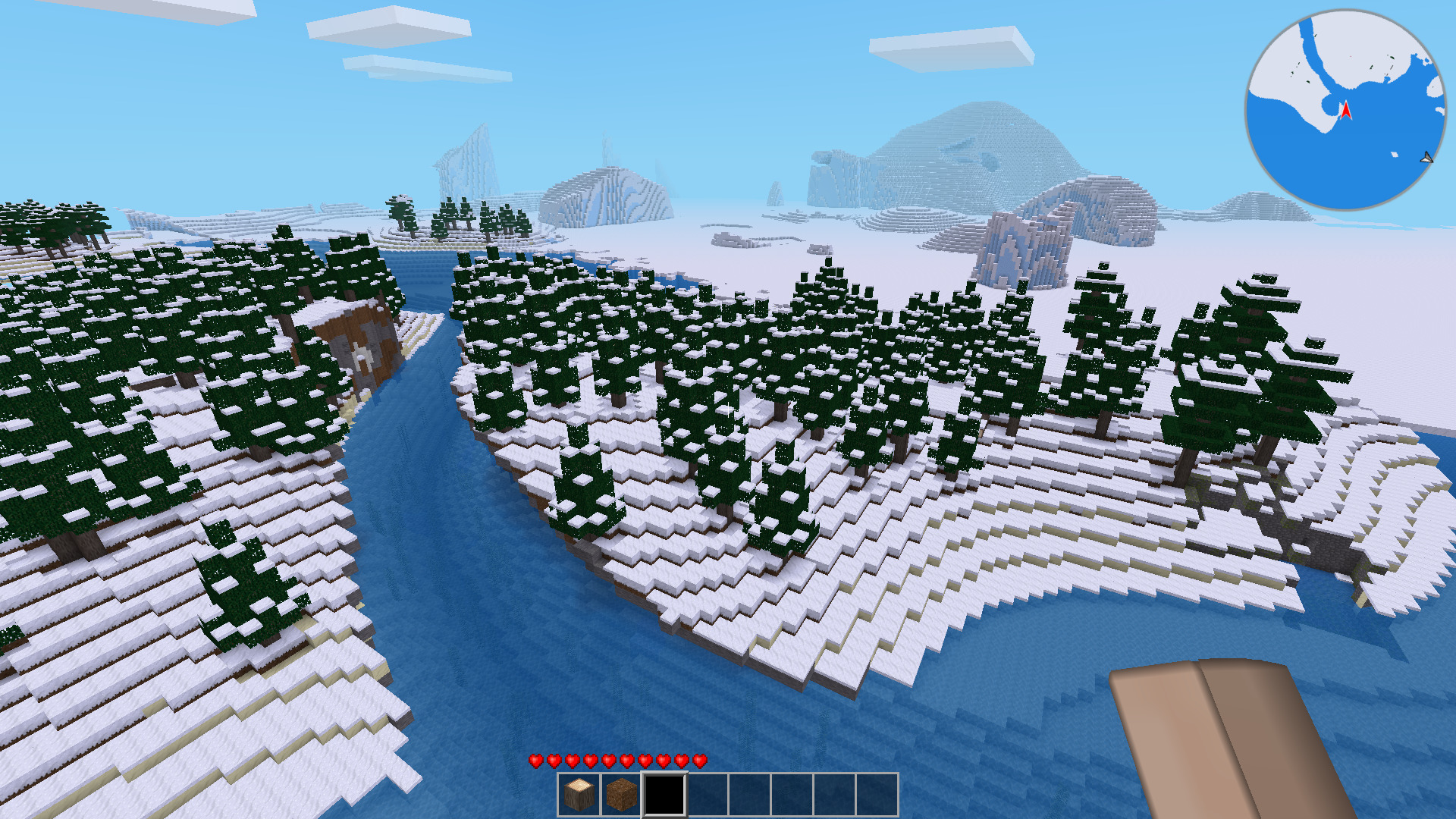
1인칭 모드로 얼음 평야 가장자리의 눈 덮인 침엽수림 생물 군계

플레이어가 세계를 탐험함에 따라 새로운 지역은 플레이어가 선택적으로 지정할 수 있는 맵 시드를 사용하여 절차적으로 생성된다. 새 게임은 플레이어를 6만 2천 노드 너비의 맵 중앙에 배치하므로, 플레이어는 세계 끝의 보이지 않는 벽에 도달하기 전에 어떤 방향으로든(옆으로, 위로, 아래로) 3만 1천 노드를 이동할 수 있다.
세계는 사막에서 정글, 설원까지 다양한 생물 군계로 나뉘며, 지형은 게임 및 설치된 모드에 따라 평원, 산, 숲, 동굴, 다양한 용암/수체 또는 기타 생물 군계를 포함한다. 게임 내 시간 시스템은 낮과 밤 주기를 따르며, 기본적으로 한 전체 주기는 실제 시간으로 20분 지속된다.
루나티는 게임 전반에 걸쳐 두 가지 플레이 스타일 옵션을 제공한다: 피해 활성화 및 크리에이티브 모드. 피해 비활성화는 죽는 것을 방지하여 아이템을 잃고 발생할 수 있는 좌절감을 막고, 크리에이티브 모드는 플레이어에게 무한한 자원을 제공하여 먼저 자원을 모을 필요 없이 원하는 대로 만들 수 있도록 한다.

### 멀티플레이어

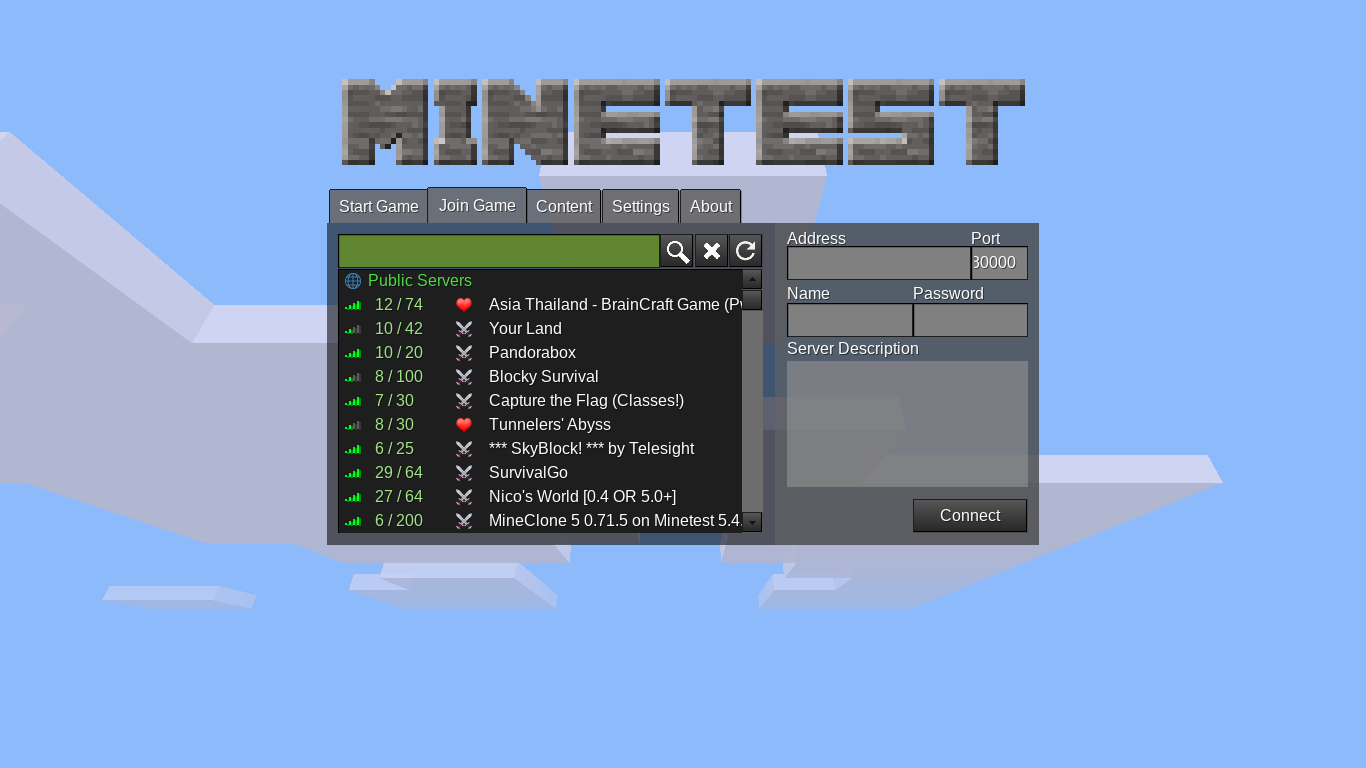
내장 인터넷 서버 브라우저

루나티는 플레이어가 서버에 접속하거나 자신의 서버를 호스팅하여 인터넷이나 로컬 네트워크를 통해 함께 플레이할 수 있도록 한다.
플레이어는 IP로 연결하거나, 호스트가 체크박스를 선택하여 서버를 내장 서버 브라우저에 게시하기로 선택한 경우 서버를 브라우저에서 선택할 수 있다.
중앙 집중식 계정 시스템을 사용하는 독점 게임과 달리, 루나티는 각 개별 서버에 계정을 등록하고 로그인할 수 있도록 한다.

### 사용자 지정

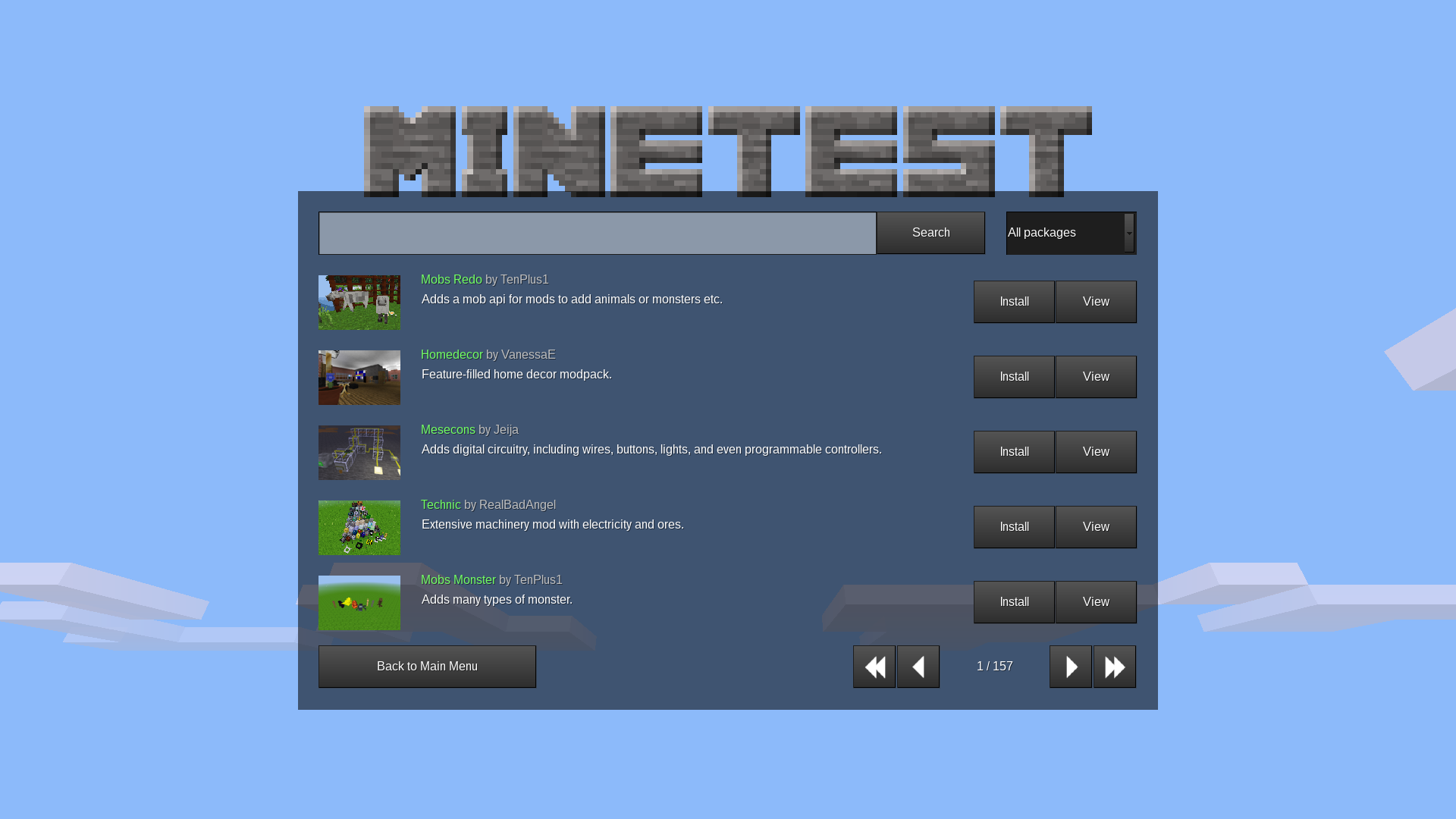
내장 콘텐츠 브라우저

루나티는 루아로 작성된 게임 및 모드에 대한 인터페이스를 제공한다. 모드는 서버 측에 있으며 서버에서 플레이할 때 별도의 설치 없이 바로 작동한다.
루나티는 ContentDB에 업로드된 패키지를 보여주는 내장 콘텐츠 브라우저를 제공하여 사용자가 단 한 번의 클릭으로 게임, 모드, 텍스처 팩을 설치할 수 있도록 한다. 2024년 10월 현재 2500개 이상의 패키지가 이곳에서 제공되며, 포럼에는 훨씬 더 많은 패키지가 있다.
- 기본 텍스처 팩
- RPG16 텍스처 팩
- 손으로 그린 고해상도 텍스처 팩

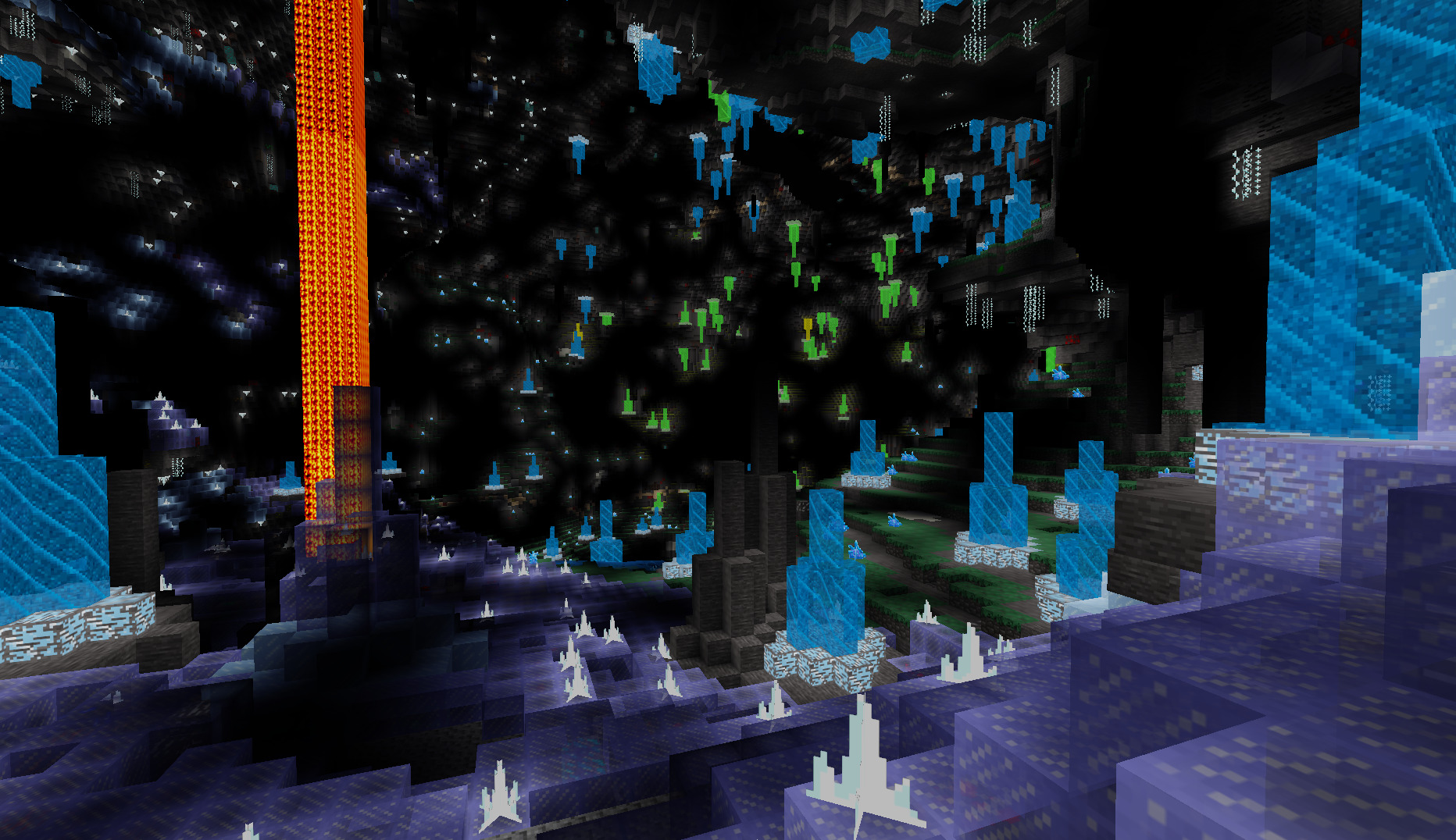
Underground Realms 모드에 의해 생성된 수정 동굴 생물 군계

모드는 노드, 게임플레이 메커니즘, 도구, 무기, 갑옷, 몬스터, 플레이어 스킨 및 사용자 인터페이스를 추가하거나 수정하는 데 사용될 수 있다.
루나티와 대부분의 게임, 그리고 텍스처 및 사운드와 같은 예술적 자산의 전체 소스 코드는 자유 소프트웨어 라이선스에 따라 배포되므로 수정된 버전과 파생물을 더 쉽게 게시할 수 있다.
- 홈 데코 모드를 이용한 실내 디자인
- Mob Horse 모드의 말

## 개발

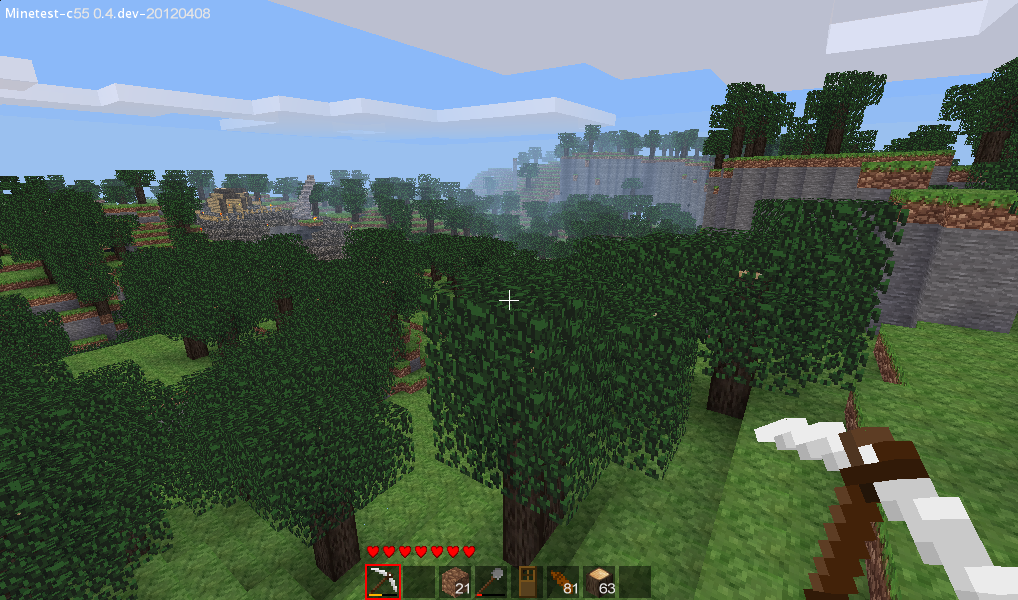
Minetest-c55 0.4.dev, 2012년 4월 8일 빌드

루나티는 원래 2010년 11월에 사유 소프트웨어 라이선스로 출시되었다. 그 직후 라이선스는 GPL-2.0-or-later 라이선스로 변경되었다. 주요 기여자들의 합의에 따라 2012년 6월 프로젝트 라이선스는 LGPL-2.1-or-later로 변경될 예정이었으나, 당시에는 작은 부분들이 여전히 GPL-2.0-or-later 라이선스 하에 남아 있었다. 2013년 9월에 전환이 완료되었다. LGPL-2.1-or-later는 루나티 엔진의 주요 라이선스로 남아 있지만, 최신 릴리스의 다양한 다른 부분에는 다른 자유 소프트웨어 및 오픈 소스 라이선스가 사용된다.
페르투 아홀라는 약 6개월 동안 프로젝트의 유일한 개발자였으며, 2011년 5월에 시아란 걸트니크스가 코드 기여를 시작했다. 기여자 명단은 수년에 걸쳐 성장하고 변화했다. 2020년 7월 현재 9명의 활성 핵심 개발자와 15명의 활성 기여자가 있다. 프로젝트 참가자는 정해진 역할이 없으며, 각자의 전문 분야 내에서 활동을 유지한다. 페르투 아홀라의 역할은 수년에 걸쳐 변화했다. 처음에는 엔진 개발이었지만, 지금은 주로 웹 호스팅 및 관리, 핵심 개발자, 중재자 및 기타 역할을 사람들에게 할당하는 것, 그리고 다른 개발자가 결정을 내릴 수 없는 경우 최종 결정을 내리는 역할을 한다.
버전 5.0.0부터 게임 내 브라우저를 통해 사용자는 ContentDB라는 웹사이트에서 게임 및 수정 사항과 해당 종속성을 다운로드할 수 있으며 Irrlicht 엔진이 포크되었다.
버전 5.8.0부터 루나티 엔진은 더 이상 기본 게임과 함께 제공되지 않는다.

## 교육적 활용
루나티는 수학, 프로그래밍, 지구 과학과 같은 과목을 가르치는 교육 환경에서 사용되어 왔다. 예를 들면 다음과 같다:
- 2017년 프랑스에서는 루나티가 미적분학과 삼각법을 가르치는 데 사용되었다.[18]
- 브라질의 산타카타리나 연방대학교에서는 MineScratch라는 변형을 사용하여 루나티를 프로그래밍 교육에 활용했다.[19]
- 2018년 파리 데카르트 대학교의 실험실 교육 및 실습(EDA)에서 루나티는 6학년 학생들이 일부 현상을 직접 관찰할 수는 없지만 루나티 가상 세계에서 경험할 수 있도록 생명과학과 지구과학을 가르치는 데 사용되었다.[20]

## 평가
Opensource.com은 "2015년 최고의 오픈 소스 게임" 목록에서 루나티를 1위로 선정했으며, "마인크래프트에 대한 가장 완벽한 대안"일 수 있다고 언급하고, 사용자 친화적인 Lua API를 포함하여 모드 생성이 용이하다는 점을 강조했다. PC 매거진은 "마인크래프트 팬을 위한 최고의 샌드박스 제작 게임" 중 하나로 루나티를 꼽았다.

## 같이 보기
- 오픈 소스 비디오 게임 목록
- 오픈 소스 비디오 게임
- 리눅스 게이밍
- 마인크래프트